# Rhamnus hirtellus
Rhamnus hirtellus är en brakvedsväxtart som beskrevs av Pierre Edmond Boissier. Rhamnus hirtellus ingår i släktet getaplar, och familjen brakvedsväxter. Inga underarter finns listade i Catalogue of Life.